# Liesbeth Wezelaar-Dobbelmann
Elisabeth (Liesbeth) Wezelaar-Dobbelmann (Wiesel, 25 maart 1917 – Amsterdam, 25 september 2003) was een Nederlands beeldhouwer en medailleur.

## Leven en werk
Liesbeth Dobbelmann was een dochter van Louis Joseph Dobbelmann (1872-1920), herenboer in Wiesel, en Willemina Herberta Johanna Petronella Vasseur (1876-1945) en een jongere zus van de beeldhouwster Ton Sondaar-Dobbelmann. Ze trok aanvankelijk naar Parijs om piano te studeren bij Marcel Ciampi, maar vond zelf dat het talent haar ontbrak. Ze had in Frankrijk een knipperlichtrelatie met Bert Alberts. Uit een verhouding met de Franse beeldhouwer Jean Osouf, werd in 1939 een dochter geboren. Terug in Nederland woonde ze een aantal jaren in het familiehuis 'De Ploeg' in Wiesel. In 1942 deed ze toelatingsexamen aan de Rijksakademie van beeldende kunsten bij Jan Bronner. Met een onderbreking vanwege de sluiting van de academie in de oorlogsjaren, beëindigde ze in 1947 haar opleiding. Ze trouwde in dat jaar met de 16 jaar oudere beeldhouwer Han Wezelaar (1901-1984), een vriend van haar zwager Bertus Sondaar, en verhuisde naar Amsterdam. Ze zat model voor het beeld Zittende vrouw dat Wezelaar in 1953 maakte en waarvoor hij de Keukenhofprijs ontving.

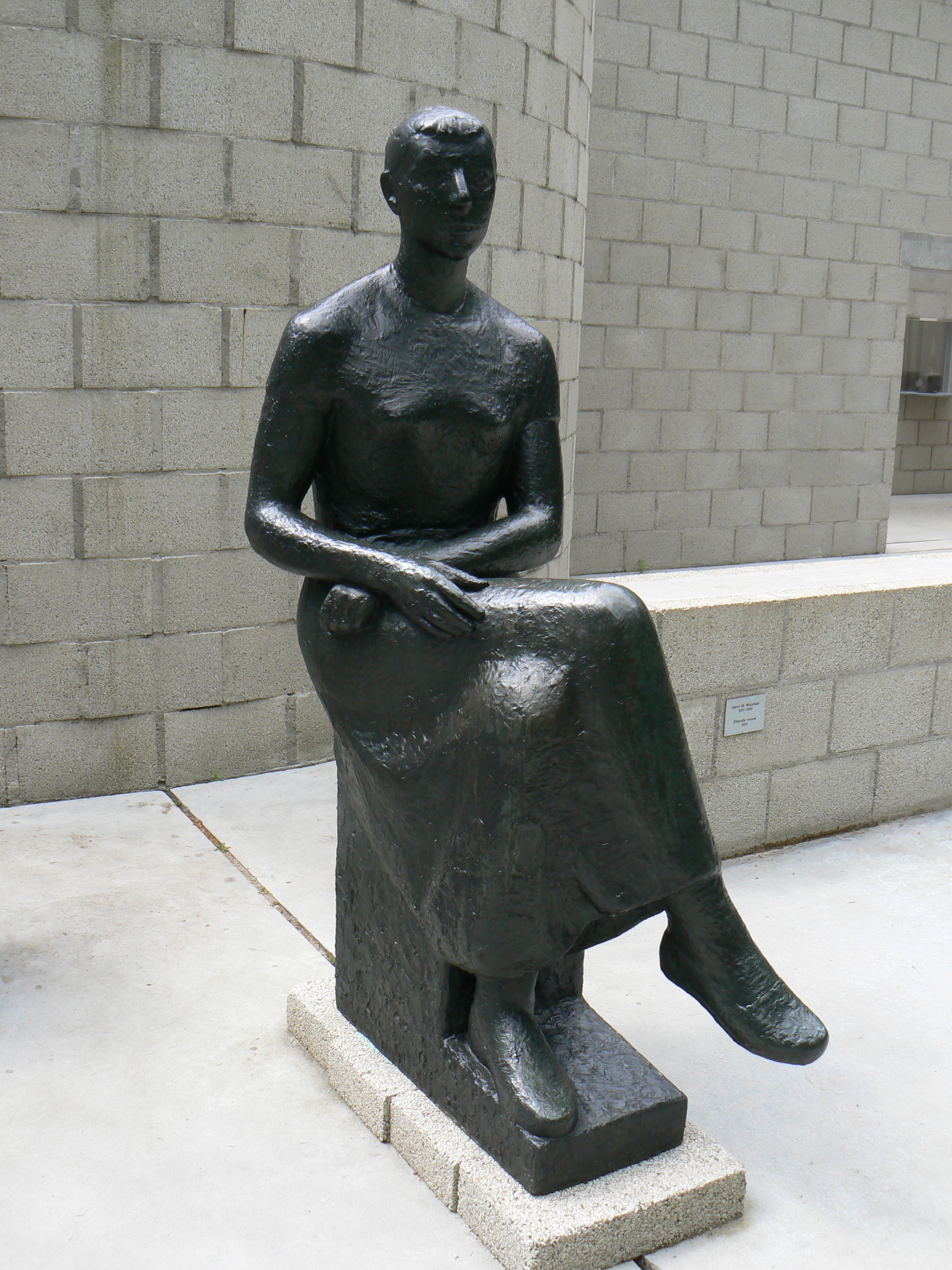
Liesbeth Wezelaar als Zittende vrouw (1953)

Liesbeth Wezelaar maakte figuratief kleinplastiek (mens- en dierfiguren), portretten en penningen. Haar jubileumpenning voor het 150-jarig bestaan van de Koninklijke Nederlandse Akademie van Wetenschappen werd 550 keer in brons geslagen, koningin Juliana ontving een zilveren exemplaar. In de jaren 50 was zij met onder anderen Bets Bayens, Fri Heil, Ro Mogendorff en Charlotte van Pallandt lid van De Zeester, een kunstenaarsvereniging voor vrouwen. Ze exposeerde meerdere malen, onder andere in het Centraal Museum (1951), Sonsbeek (1952), het Museum Boijmans (1957), de Lakenhal (1959) en het Singer Museum (1969).
In 1989 werd de documentairefilm Een beeld van een vrouw gemaakt over vijf vrouwelijke leerlingen van Jan Bronner: Nel Bakema, Jeanne Bijlo, Loekie Metz, Jos van Riemsdijk en Liesbeth Wezelaar. Ook verscheen een gelijknamig boek, waarin Wezelaar en andere beeldhouwsters worden geportretteerd.
Ze publiceerde in 1997 zelf een boek over haar grootvader, de tabaksfabrikant Louis Dobbelmann, wiens vader directeur was van de Dobbelmann-zeepfabriek.
Liesbeth Wezelaar-Dobbelman overleed in 2003, op 86-jarige leeftijd, en werd begraven op Zorgvlied. In de collectie van het Museum Henriette Polak zijn twee portretten van haar opgenomen, een tekening (1972) van Joop Sjollema en een schilderij (1996) van Arie Schippers.

## Enkele werken
- 1958 penning 150-jarig bestaan Koninklijke Nederlandse Akademie van Wetenschappen
- 1958 beeldje 'portret van mijn moeder', Museum Henriette Polak
- 1958 penning 'vrouw en profil', Museum Henriette Polak
- 1971 beeldje van Joop Sjollema, Museum Henriette Polak
- 1980 beeld van een reiger, Artis, Amsterdam
- portret van Otto B. de Kat, Rijksmuseum Amsterdam

## Publicatie
- 1997 Louis Dobbelmann, 1837-1901: Yankee en Rotterdammer. Amsterdam: Van Soeren & Co. ISBN 9789068810714

- Biografisch Portaal: 10813672
- Gemeinsame Normdatei: 173104495
- International Standard Name Identifier: 0000 0003 8257 8027
- Library of Congress Control Number: n97098858
- Nederlandse Thesaurus van Auteursnamen: 157200876
- RKD-Nederlands Instituut voor Kunstgeschiedenis: 83994
- Virtual International Authority File: 265103271
- WorldCat: E39PBJr3ypQc9Byq4D8MVDW4bd